# A zirci apátság orgonája
A zirci apátság első orgonája 1754-ben készült el.

## A zirciapátság
Zirc és a ciszterci apátság története 1182-ig nyúlik vissza, ugyanis ekkor alapította a várost és az apátságot III. Béla királyunk. A középkori kolostor helyére 1738 és 1753 között épült a jelenleg is látható templom.

## Az orgona története
- 1754-ben Studinger János budai orgonaépítő készítette az apátság első orgonáját.
- 1901-ben a Budapesten ekkorra már fióküzemmel rendelkező „Gebrüder Rieger” orgonagyár készített orgonát a templomba, a gyár 854. opuszaként, II/25/22 formában, pneumatikus táskaláda szerkezetben.
- 1922-ben az Angster és Fia Orgonagyár javította.
- 1938-ban a Rieger orgonagyár javította és hangolta.
- 1998-ban az Aquincum Orgonagyár Kft. – a Rieger gyár jogutódja – új szerkezetű, nagyobb orgonát épített az orgonaházba az előző Rieger orgona sípsorainak felhasználásával. A jelenleg működő orgona csúszkaládás, mechanikus billentyűtraktúrával és elektromos regisztertraktúrával rendelkezik, valamint a kopulák is elektromos rendszerben működnek. A diszpozíciót dr. Áment Lukács OSB tervezte, és sajnálatos módon nem szüntette meg a kombinált regisztereket.

## Az orgona diszpozíciója
I. HAUPTWERKBourdon 16’, Prinzipal 8’, Vájtfuvola 8’, Gedackt 8’, Gamba 8’, Octave 4’, Csőfuvola 4’, Quint 2 2/3’, Octave 2’, Cornett 4x 2 2/3’, Miwtur 4-6x 1 1/3’, Trompete 8’, I+II, I+II super, I+III.
II. POSITIVWERKBourdon 8’, Salizional 8’, Octave 4’, Flüte octaviante 4’, Sesquialtera 2x 2 2/3’ + 1 3/5’, Flautino 2’, Scharff 4x 1’, Clarinette 8’, Tremulant, II+III.
III. SCHWELLWERKQuintatön 16’, Violonprinzipal 8’, Flüte harmoniques 8’ Aeolin 8’, Voix Coelestis 8’, Octave 4’, Gemshorn 4’, Dolce 2’, Terzian 2x 1 3/5’, Harmonia aetheria 4x 2 2/3’, Cromorne 8', Clairon 4’, Tremulant.
PEDALContrabass 16’, Subbass 16’, Violonbass 16’, Quintbass 10 2/3’, Octavbass 8’k, Gedacktbass 8’ k, Cello 8’ k, Locatio 4x 5 1/3’, Octave 4’, Cornett 4x 2 2/3’ k, Posaune 16’, Trompete 8’ k. P+I, P+II, P+III.